# Ливан
Ливан (на арабски: لبنان), официално Ливанска република (الجمهوريّة البنانيّة), е държава в Близкия изток, разположена на източния бряг на Средиземно море и граничеща на север и изток със Сирия и с Израел на юг.

## История
В древността територията на днешен Ливан е заселена от финикийците – семитско племе. Финикийската писменост, възникнала около ХII в. пр.н.е., е първата позната позвукова писмена система. Финикийците създават много търговски колонии по цялото Средиземно море – по-главни са Берит (днешен Бейрут), Тир и Сидон (също на ливанска територия), Картаген (в дн. Тунис) и на островите Кипър, Крит, Малта, Сицилия, Сардиния, Корсика, Майорка и Менорка. В по-късни периоди финикийските градове пазят независимостта си до падането им под властта на Александър Македонски през III в. пр.н.е. След смъртта на Александър Финикия е част от елинистическото царство на Селевкидите, преди да падне под римско владичество през I в. пр.н.е. и включена в провинция Сирия. През 395 г. Финикия попада в пределите на Източната Римска империя – Византия – и голяма част от финикийците приемат християнството още в първите векове след Христа. През VII век арабите мюсюлмани завладяват територията на Финикия, като ислямизират и арабизират в следващите векове местното предимно финикийско население, потомци на което са шиитите и сунитите ливанци. Оцелява и част от християнското финикийско население, потомци на което са маронитите и православните ливанци. По-късно наименованието на територията се нарича Ливан от името на планините Ливан и Антиливан и от което идва името на смолата за кандило в християнските храмове, произвеждана основно в Ливан от дъб.
Влязъл в състава на Арабския халифат, Ливан е отвоюван от Византия по времето на император Василий I. Но по-късно арабите си го възвръщат, а през Късното средновековие е обект на войните на кръстоносци, селджуки и мамелюци. Триполитанското графство е кръстоносна държава, обхващаща териториите на днешен Ливан между 1105 и 1290, където се установява династията на графовете Сен Жил. Графовете Сен Жил, това са графовете на Тулуза, най-големите сеньори в Южна Франция. В лицето на Раймон дьо Сен Жил тази династия е обвързана с Клюнийското движение, чиято основна цел е въвеждане на принципа на монархия в Западната църква.
От началото на ХVI в. до края на Първата световна война Ливан влиза в състава на Османската империя, като през по-голямата част от периода е със специфичен статут (непряко османско управление). През есента на 1918 г. е окупиран от британски и френски войски. От 1920 г. Ливан е подмандатна територия на Франция. На 26 май 1926 г. френският върховен комисар обнародва конституция, според която Ливан е провъзгласен за република, но Франция си запазва контрол над външните отношения и отбраната.
След като са отменени параграфите в конституцията, които ограничават суверенитета на страната, на 22 ноември 1943 г. Ливан официално е провъзгласен за независима република. През 1946 г. Франция изтегля своите войски от Ливан. През 1948 г. страната приема на своята територия повече от 110 хиляди бежанци от Палестина. Присъствието на палестинците в Ливан води до редица проблеми за ливанското правителство и общество. През 1967 г. страната е сполетяна от втора голяма вълна на палестински бежанци. Ливан се превръща в опорен пункт за палестинските антиокупационни действия срещу Израел.
След „черния септември“ от 1970 г. палестинският лидер Ясер Арафат намира убежище в Ливан. Към средата на 70-те години броят на палестинците в страната достига 300 хиляди души. Това води до изостряне на отношенията в ливанското общество – докато мюсюлманите поддържат палестинската кауза, то маронитите (основната част от християните) са категорично за прогонване на палестинците от Ливан. С течение на времето Организацията за освобождение на Палестина успява да създаде своеобразна държава в държавата в Южен Ливан, която се използва активно за действия против Израел.
Процъфтяващата през 60-те и началото на 70-те години на ХХ в. страна става арена на кървава гражданска война в периода 1975 – 1990 г., която е до голяма степен плод на вмешателството на чужди сили във вътрешнополитическия живот на страната.

## География
Релефът на Ливан е предимно планински, освен тясната крайбрежна ивица и долината Бекаа, която играе основна роля в ливанското земеделие. В древни времена ливанците обитавали обширните ливански кедрови гори, които сега са изобразени на техния национален флаг. Вследствие на търговска дейност, изсичането им за построяване на лодки и немарливото отношение към засаждане на нови дървета е лишило Ливан от някога гъстите кедрови гори.

## Държавно устройство
Ливан е парламентарна демократична република, което е предпоставка за специална система, позната като конфесионализъм. Тази система, целяща да предотврати сектантски разногласия, се опитва честно да разпредели демографските различия в страната в управляващото тяло. Вследствие на това в парламента, Министерски съвет и високите позиции в държавна администрация, религиозните общности се представляват с определени квоти. Например президентът трябва да е маронит от християните католици, министър-председателят – сунитски мюсюлманин, заместник-министърът – православен християнин, а председателят на парламента шиит мюсюлманин.

### Изпълнителна власт
Президентът се избира за шест годишен период от ливанския парламент без право на втори мандат. Въпреки че се смята, че може да бъде избран с просто мнозинство, в действителност това става с консенсус. Президентът, след консултации с представители на парламентарните групи, посочва министър-председателя. Избирането и подкрепата на кабинета от парламента е обвързващо. Президентът или министър-председателят свиква кабинета, който също отговаря на изискванията на конфесионализма.

### Законодателна власт
Парламентът е законодателният орган в Ливан. Той се избира за четиригодишен период. Неговите основни функции са да избира президент, да одобри правителството и да одобрява бюджета и законите.

### Съдебна власт
Ливанската правна система е базирана на наполеоновия кодекс. Съдебните процеси не се провеждат с жури. Ливанската правна система се състои от три нива: съд от първа инстанция, апелативен съд и касационен съд. Също така има система от религиозни съдилища, които имат юрисдикция върху семейния живот на поклонниците на съответната религия като брак, развод и наследство. В Ливан няма закон за гражданските бракове.

## Административно деление
Ливан е разделена на 6 губернаторства (мухафази), които са подразделени на райони и общини. Мухафазите са:
- 1. Бейрут;
- 2. Планина Ливан;
- 3. Северен Ливан;
- 4. Бекаа;
- 5. Набатия;
- 6. Южен Ливан.

## Население
Като моноетническа арабска страна (арабите представляват 95% от населението) Ливан е остров на християнството в мюсюлманския свят. Числеността на различните християнски групи достига до 40% от населението (по други данни – около 30%). По данните от последното преброяване при френския мандат в 1932 г., християнската общност е повече от половината. Преобладават униати. На територията на Ливан съществуват шест униатски (източнокатолически) църкви – маронитска (западносирийска), халдейско-католическа, гръко-католическа, арменско-католическа, сиро-католическа и копто-католическа, основани тук от Ватикана в периода между 1552 и 1824 години.
Най-многочислената мюсюлманска общност в Ливан са шиитите (40% от населението). Те са съсредоточени главно в граничните със Сирия източни части на долината Бекаа, а в граничния с Израел Южен Ливан те са 80% от населението и в южната част на столицата Бейрут.
Останалата част от населението на Ливан са мюсюлмани – сунити и друзи.

## Икономика
Градското население в Ливан е известно със своята предприемаческа инициативност. С течение на времето емиграцията е развила ливанската „търговска мрежа“ по целия свят. Ливан има много висок процент квалифицирана работна ръка, който е сравним дори с европейските страни и е най-високият измежду арабските държави.
Водещите отрасли в ливанската икономика са търговията, банковия сектор и туризма. До средата на 70-те години ливанската икономика е играла ролята на банков център в региона и търговски посредник между метрополитическите пазари и съседните арабски страни.
- Земеделие

Ливан има много добро разположение по отношение на достъпност на вода и плодородна почва и притежава най-висок процент обработваема земя измежду арабските държави. Въпреки това страната няма добре развит селскостопански сектор. Земеделието привлича едва 12% от работната ръка и е един от най-малко привлекателните икономически сектори. Неговият дял от БВП се изчислява на около 11,7%, което го изпраща на най-ниската позиция, сравнено с други икономически сектори. Основните отглежданите култури са ябълки, праскови, портокали и лимони.
- Промишленост

Липсата на суровини и пълната зависимост на Ливан за внос на нефт от съседните държави прави трудни условията за развиване на индустриални дейности. Вследствие на това индустрията в Ливан е ограничена в малки фирми, предимно сглобяващи и пакетиращи внесени части. През 2004 индустрията се нарежда на втора позиция – 26% от работната ръка и също така на второ място по дял от БВП – 21%.
- Услуги

Мнозинството от работната ръка в Ливан предпочитат да работят в сферата на услугите, това са близо 65%. Това се дължи на разнообразните работни предложения и големите заплати. Делът на третичния сектор затова е доста голям и наброява грубо 67,3%.

## Култура
Ливанската култура е мозайка от среща на най-различни чужди култури, които са определили нейния облик като кръстопът на западните и източните държави.
В литературата един от световноизвестните ливански писатели е Джубран Халил Джубран, познат на публиката със своята книга „Пророкът“, преведена на повече от 20 езика.
В изкуството са много известни Мостафа Фарук и Алфред Басбоус. Мостафа Фарук (1901 – 1957) е един от най-прочутите ливански художници на 20. век. Усвоил това изкуство в Рим и Париж, той има многобройни изложби от Париж, през Ню Йорк до Бейрут.

## Други
- Голям Ливан
- Национално знаме на Ливан
- Комуникации в Ливан
- Транспорт в Ливан
- Армия на Ливан
- Външна политика на Ливан